# Ferdinand Lewald
Ferdinand Lewald (* 12. Juli 1846 in Heidelberg; † 12. Juni 1928 in Karlsruhe) war ein deutscher Verwaltungs- und Ministerialbeamter sowie Verwaltungsrichter.

## Leben
Geboren als Sohn des evangelischen Theologieprofessors in Heidelberg Ernst Anton Lewald, studierte Ferdinand Lewald Rechtswissenschaften an der Ruprecht-Karls-Universität Heidelberg. 1865 wurde er Mitglied des Corps Suevia Heidelberg. 1868 legte er die 1. juristische Staatsprüfung ab und wurde Volontär beim Amtsgericht Heidelberg. 1869 wurde er Sekretariatspraktikant beim Kreisgericht Mosbach und 1870 Gehilfe beim Bezirksamt Kork. 1871 bestand er die 2. juristische Staatsprüfung und wurde Referendär unter anderem beim Sekretariat des badischen Innenministeriums in Karlsruhe. 1872 wurde er Amtmann beim Bezirksamt Konstanz und 1873 beim Bezirksamt Pforzheim. 1875 wurde er zum Amtsvorstand des Bezirksamts Sankt Blasien und 1877 des Bezirksamts Säckingen ernannt. 1878 erfolgte seine Beförderung zum Oberamtmann. 1879 wechselte er als Finanzrat in die Steuerdirektion. 1884 wurde zum Ministerialrat im badischen Finanzministerium in Karlsruhe berufen und 1890 zum Domänendirektor ernannt. Von 1900 bis zu seiner Pensionierung 1913 war er Präsident des Badischen Verwaltungsgerichtshofs in Karlsruhe.
Von 1901 bis 1913 und von 1917 bis 1918 war Lewald Mitglied der Ersten Kammer der Badischen Ständeversammlung. Beim Zustandekommen der Verfassungsreform von 1904 erwarb er sich besondere Verdienste. Außerdem war er für einen kurzen Zeitraum als Mitglied der Fortschrittlichen Partei Angehöriger des Karlsruher Stadtverordnetenkollegiums.
Lewald war seit 1901 Mitglied des Großen Rats der Technischen Hochschule Karlsruhe. Dort war er Beirat in Rechtssachen und lehrte über viele Jahre öffentliches Recht. Von 1900 bis 1914 war er Herausgeber der Zeitschrift für badische Verwaltung und Verwaltungsrechtspflege. Er zählte zu den bedeutendsten badischen Juristen. Er verfasste eine ausführliche Biographie über den badischen Juristen und Politiker August Lamey. Sein Bruder war der Rechtsanwalt am Reichsgericht in Leipzig Carl Lewald (1843–1924).

## Auszeichnungen
- Geheimer Rat 2. Klasse, 1897
- Geheimer Rat 1. Klasse mit dem Titel Exzellenz, 1906
- Dr. jur. h. c. der Albert-Ludwigs-Universität Freiburg
- Dr.-Ing. e. h. der Technischen Hochschule Karlsruhe, 1916
- Ehrenbürger der Technischen Hochschule Karlsruhe
- Großkreuz des Ordens vom Zähringer Löwen, 1913
- Kommandeurkreuz 2. Klasse des Friedrichs-Ordens, 1890
- Kommandeurkreuz 1. Klasse des Ordens Berthold des Ersten, 1910
- Kriegsverdienstkreuz, 1917

## Schriften
- August Lamey. In: Badische Biographien. V. Teil. Heidelberg 1904, S. 453–505 (Digitalisat)
- Aufgaben und Ziele des Landeswohnungsvereins, 1917